# دانشگاه آزاد اسلامی خنج
دانشگاه آزاد اسلامی خنج یک منطقهٔ مسکونی در ایران است که در دهستان سیف‌آباد واقع شده‌است. دانشگاه آزاد اسلامی خنج ۱۸ نفر جمعیت دارد.